# Mariani (città)
Mariani è una suddivisione dell'India, classificata come town committee, di 23.065 abitanti, situata nel distretto di Jorhat, nello stato federato dell'Assam. In base al numero di abitanti la città rientra nella classe III (da 20.000 a 49.999 persone).

## Geografia fisica
La città è situata a 26° 40' 0 N e 94° 19' 60 E e ha un'altitudine di 154 m s.l.m..

## Società

### Evoluzione demografica
Al censimento del 2001 la popolazione di Mariani assommava a 23.065 persone, delle quali 12.455 maschi e 10.610 femmine. I bambini di età inferiore o uguale ai sei anni assommavano a 2.767, dei quali 1.439 maschi e 1.328 femmine. Infine, coloro che erano in grado di saper almeno leggere e scrivere erano 14.992, dei quali 8.096 maschi e 6.896 femmine.